# Garudimimus
Garudimimus é um gênero de dinossauro da família Deinocheiridae do Cretáceo Superior da Mongólia. Há uma única espécie descrita para o gênero Garudimimus brevipes.

## Nomenclatura e taxonomia
O táxon foi descrito em 1981 por Richen Barsbold como Garudimimus breviceps.  O material fóssil utilizado para a descrição da espécie foi encontrado no mesmo ano durante a expedição Soviética-Mongol ao deserto de Gobi. O nome genérico é derivado do termo garuda, que provém da mitologia Budista-Mongol, e significa "criatura alada", e mimus, do latim, que significa "imitator". O epíteto específico, breviceps, é derivado do latim, brevis, que significa "curto", e pes, de "pé", referindo-se ao metatarso curto.
Barsbold classificou o táxon numa família própria, a Garudimimidae, no clado Ornithomimosauria. Em 2014, uma análise demonstrou que o Garudimimus forma um clado com o Deinocheirus e o Beishanlong, sendo possível classificá-los na família Deinocheiridae.

## Distribuição geográfica e geológica
O holótipo (GIN 100/13) foi encontrado na formação Bayan Shireh, datada do Cenomaniano ao Turoniano, na área de Baishin Tsav, província de Ömnögovi, Mongólia.